# Felicia Ţilea
Felicia Țilea-Moldovan (Măgura Ilvei, 29 settembre 1967 – Pontevedra, 3 marzo 2025) è stata una giavellottista rumena.

## Palmarès
| Anno | Manifestazione  | Sede      | Evento                 | Risultato | Prestazione | Note |
| ---- | --------------- | --------- | ---------------------- | --------- | ----------- | ---- |
| 1990 | Europei         | Spalato   | Lancio del giavellotto | dq        | dq          |      |
| 1993 | Mondiali        | Stoccarda | Lancio del giavellotto | 8ª        | 61,24 m     |      |
| 1994 | Europei         | Helsinki  | Lancio del giavellotto | Bronzo    | 64,34 m     |      |
| 1995 | Universiadi     | Fukuoka   | Lancio del giavellotto | Oro       | 62,16 m     |      |
| 1995 | Mondiali        | Göteborg  | Lancio del giavellotto | Argento   | 65,22 m     |      |
| 1996 | Giochi olimpici | Atlanta   | Lancio del giavellotto | 10ª       | 59,94 m     |      |
| 1997 | Mondiali        | Atene     | Lancio del giavellotto | 5ª        | 64,90 m     |      |
| 1998 | Europei         | Budapest  | Lancio del giavellotto | 10ª       | 58,30 m     |      |
| 1999 | Mondiali        | Siviglia  | Lancio del giavellotto | 11ª       | 59,24 m     |      |
| 2000 | Giochi olimpici | Sydney    | Lancio del giavellotto | 15ª (q)   | 58,75 m     |      |
| 2001 | Mondiali        | Edmonton  | Lancio del giavellotto | 16ª (q)   | 56,91 m     |      |
| 2002 | Europei         | Monaco    | Lancio del giavellotto | 9ª        | 58,88 m     |      |
| 2005 | Mondiali        | Helsinki  | Lancio del giavellotto | 23ª (q)   | 54,68 m     |      |
| 2006 | Europei         | Göteborg  | Lancio del giavellotto | 16ª (q)   | 57,21 m     |      |
| 2007 | Mondiali        | Osaka     | Lancio del giavellotto | 11ª       | 55,71 m     |      |